# Mikołaj Jurjewicz Pac
Mikołaj Jurjewicz Pac herbu Gozdawa (zm. 1545/1546) – łowczy wielki litewski w latach 1510–1542, podkomorzy wielki litewski w latach 1527–1542, wojewoda podlaski w 1543 roku, dzierżawca kamieniecki w 1531 roku, namiestnik ożski i przełomski w 1510 roku, dworzanin hospodarski.
Syn Jerzego.
Otrzymał w roku 1515 godność hrabiego Cesarstwa, od 1527 podkomorzy litewski, później wojewoda podlaski od 1543. Ojciec Stanisława i Mikołaja biskupa kijowskiego.